# Statul Major al Apărării
Statul Major al Apărării (SMAp) este instituția responsabilă de conducerea, organizarea și planificarea operațiunilor celor trei ramuri ale Armatei României: Forțele Terestre, Forțele Aeriene și Forțele Navale, subordonată Ministerului Apărării Naționale. A fost înființatat la 24 noiembrie 1859 ca Statul Major General și a fost redenumit în 2018 sub denumirea actuală. Acesta este sărbătorit la data de 12 noiembrie.
Statul Major al Apărării reprezintă România în relațiile militare internaționale, precum NATO și UE.

## Structuri subordonate
- Centrul Național Militar de Comandă (CNMC)
- Comandamentul Apărării Cibernetice
- Comandamentul Comunicațiilor și Informaticii
- Comandamentul Forțelor Întrunite
- Comandamentul Forțelor pentru Operații Speciale
- Comandamentul Logistic Întrunit

## Istoric
- 1859, 24 noiembrie – Este înființat Statul Major General prin Înaltul Ordin de Zi nr. 83 al domnitorului Alexandru Ioan Cuza

- 1865, 13 mai – Este dizolvat temporar Statul Major General, iar atribuțiile sale îi revin Direcției I din Ministerul de Război.

- 1870, 15 februarie – Este pus în aplicare primul Regulament pentru serviciul ofițerilor din Corpul de Stat Major.

- 1877, 18 aprilie – Se publică decretul de mobilizare generală și Marele Cartier General în timpul Războiului de Independență

- 1883, 18 martie – Se desființează fostul Corp de Stat Major.

- 1889, 20 august – Este înființată Școala Superioară de Război, având rolul de a forma ofițerii de stat major.

- 1894, 14 noiembrie – Marele Stat Major încetează a mai fi o direcție a ministerului și devine un „serviciu special” în cadrul acestuia.

- 1913, 6 iulie – Armata este mobilizată în vederea participării la al doilea război balcanic; este creat Marele Cartier General, care funcționează, până la 22 august/4 septembrie 1913.

- 1918, 7 mai – Marele Cartier General se demobilizează, revenind la structura Marelui Stat Major din 1916 ca urmare a Tratatului de pace de la București.

- 1918, 28 octombrie/10 noiembrie – Potrivit Înaltului Decret nr. 3179/1918, are loc a doua mobilizare a armatei; se reconstituie Marele Cartier General, pe două eșaloane.

- 1932, 28 aprilie – Este promulgată, prin Înaltul Decret nr. 1536/1932, Legea nr. 125 relativă la modificarea Legii de organizare a armatei. Conform acesteia, „Marele Stat Major al armatei este organul prin care Ministerul Apărării Naționale dirijează, conduce și controlează pregătirea de război a armatei”.

- 1941, 21 iunie – Se mobilizează Marele Cartier General. Șeful Marelui Cartier General, generalul de brigadă Alexandru Ioanițiu moare, la datorie pe 17 septembrie. Va fi avansat general de divizie post-mortem.

- 1968 – În contextul evenimentelor din Cehoslovacia (invadarea țării de trupele Pactului de la Varșovia, cu excepția României), Marele Stat Major decide revizuirea dislocării marilor unități și unități pe cuprinsul țării acoperirea practică a principalelor direcții strategice de pe teritoriul național.

- 1994, iulie – Marele Stat Major primește denumirea de Statul Major General.
- 2018: Statul Major General devine Statul Major al Apărării.

## Conducere
| Funcție                                                                       | Grad                         | Nume                 | Mandat             |
| ----------------------------------------------------------------------------- | ---------------------------- | -------------------- | ------------------ |
| Șeful Statului Major al Apărării                                              | General                      | Gheorghiță Vlad      | 30 noiembrie 2023  |
| Locțiitor al Șefului Statului Major al Apărării                               | General-locotenent           | Dragoș-Dumitru Iacob | 15 ianuarie 2024   |
| Locțiitor pentru operații și instrucție al Șefului Statului Major al Apărării | General-locotenent           | Iulian Berdilă       | aprilie 2023       |
| Locțiitor pentru resurse al Șefului Statului Major al Apărării                | General-maior                | Mircea Gologan       | 23 decembrie 2024  |
| Locțiitor pentru planificare al șefului Statului Major al Apărarii            | General-maior                | Adrian Brînză        | 21 ianuarie 2025   |
| Director al Statului Major al Apărării                                        | General-maior                | Valentin Brînzei     | 23 mai 2024        |
| Subofițerul de comandă al Statului Major al Apărării                          | Plutonier adjutant principal | Florea Sas           | 24 ianuarie 2015   |
| Șeful Direcției personal și mobilizare                                        | General-maior                | Iulian Daniliuc      | 15 septembrie 2023 |
| Șeful Direcției Operații                                                      | -                            | -                    | -                  |
| Șeful Direcției logistice                                                     | -                            | -                    | -                  |
| Șeful Direcției planificare strategică                                        | -                            | -                    | -                  |
| Șeful Direcției comunicații și tehnologia informației                         | -                            | -                    | -                  |
| Șeful Direcției instruire și doctrină                                         | General de brigadă           | Ilie-Marian Dragomir | mai 2024           |
| Șeful Direcției structuri și planificarea înzestrării                         | General de brigadă           | Cornel Tonea-Bălan   | 1 februarie 2023   |